# Psychotria sphaerocarpa
Psychotria sphaerocarpa är en måreväxtart som beskrevs av Nathaniel Wallich. Psychotria sphaerocarpa ingår i släktet Psychotria och familjen måreväxter. Inga underarter finns listade i Catalogue of Life.